# Klimatkompensation
Klimatkompensation är en metod att hantera klimatpåverkan från utsläpp av växthusgaser. Det är vanligt att företag och organisationer använder klimatkompensation som strategi för att balansera hela eller delar av sin klimatpåverkan genom växthusgaskrediter som kommer från klimatkompensationsprojekt utanför den egna värdekedjan. Även privatpersoner klimatkompenserar till exempel flyg- eller bilresor.  
Grundfilosofin för klimatkompensation är att själva klimatnyttan äger rum utanför företagets, organisationens eller privatpersonens gränser för att det skall klassificeras som klimatkompensation. Åtgärder inom de egna gränserna (alltså de egna utsläppen) räknas inte som klimatkompensation.   
Klimatnytta som ligger till grund för skapandet av utsläppskrediter uppkommer framför allt genom olika klimatåtgärder i utvecklingsländer såsom energieffektivisering, utveckling av ren och förnybar energi, trädplantering och bevarande av skog. 

## Definition
Klimatkompensation enligt ISO14021: "Mekanism för att kompensera för en produkts klimatavtryck (carbon footprint) genom förebyggande av utsläpp, minskning eller avlägsnande av motsvarande mängd utsläpp av växthusgaser i en process utanför produktsystemets gränser" .
Exempel: externa investeringar i förnybar energiteknik, energieffektivisering och beskogning eller återbeskogning.

## Historia
Klimatkompensation blev etablerat när handeln med utsläppsrätter initierades inom Kyotoprotokollet (1997) och genom dess flexibla mekanismer och framför allt Clean Development Mechanism (CDM). CDM syftar till att ge industriländer möjlighet att leva upp till delar av sina åtaganden att begränsa utsläppen av växthusgaser genom att bidra med stöd till projekt för att minska utsläppen i utvecklingsländer som ett komplement till utsläppsminskningar i sina egna länder. De flexibla mekanismerna syftade till att bidra med kostnadseffektivitet och flexibilitet med avseende på när, var och hur ustläppsminskningar kunde ske.      

## Varianter av klimatkompensation
Det finns  tre huvudgrupper av krediter som används för klimatkompensation: enheter från den reglerade marknaden under FN:s klimatkonvention, enheter från den så kallade frivilligmarknaden samt utsläppsrätter.   
Varje huvudgrupp genererar någon form av krediter som verifierats och certifierats. Krediterna kan även tilläggscertifieras av ytterligare parter avseende klimatnytta, bidrag till hållbar utveckling etc. Den mest erkända sådana part är Gold Standard Foundation som initierats av ett antal NGOs bland annat WWF. Andra exempel är The Climate, Community & Biodiversity Alliance och Fairtrade.     

### CER - Certified Emission Reductions
CERs är de utsläppskrediter som genereras i CDM-projekt. "CDM har två syften; dels att bidra till utsläppsreduktioner /.../, dels att bidra till hållbar utveckling i värdländerna".   

Köp av reduktionsenheter från CDM-projekt är en av de vanligt förekommande sätten att klimatkompensera på för företag och organisationer som vill göra det på frivillig grund.   
I klimatpropositionen från 2009 fastslogs att om myndigheter och statliga bolag klimatkompenserar skall  det göras via CDM-projekt. 
Således ligger även detta till grund för att klimatkompensation från CDM-projekt är avdragsgilla kostnader medan det från andra typer av projekt (exempelvis VER-projekt) inte godkänns som avdragsgill kostnad. Många företag och myndigheter som kompenserar på frivillig basis gör det idag via utsläppsreduktioner från FN-godkända CDM-projekt och dessa projekt kan även ha en Gold Standard certifiering . Utsläppsreduktioner skapas ofta från när en projektutvecklare tillser att förnybar energi utvecklas, t.ex. genom vindkraft, solkraft eller biomassa och därmed bidrar till ett minskat ehov av kolkraft eller annan fossilbaserad energiproduktion. Den mängd koldioxidutsläpp som sparas översätts till verifierade klimatkompensationskrediter och säljs som klimatkompensation.

### VER - Verified Emission Reductions
Köp av reduktionsenheter från projekt utanför FN-systemet kallas ofta för projekt från"frivilligmarknaden".  Dessa är godkända av andra parter utanför FN-systemet - exempelvis Gold standard, VCS, CCB med flera. Utsläppsreduktioner skapas liksom inom CDM genom till exempel energieffektiviseringsprojekt, trädplanteringsprojekt. En ytterligare projekttyp som är vanlig på frivilligmarknaden men som inte ryms inom CDM är så kallade REDD-projekt som går ut på att skydda och bevara skog.
Högsta förvaltningsdomstolen har fastslagit att man som företag inte har rätt att dra av kostnaden för klimatkompensation via VERs.
Trädplantering är en etablerad metod inom främst frivilligmarknaden men har blivit mer utbredd inom den senare kategorin under standarder såsom Plan Vivo och Gold Standard. Planteringen av träden sker ofta i utvecklingsländer och grundprincipen bakom klimatnyttan är att koldioxid binds i biomassan genom fotosyntes när träden växer. FN:s klimatpanel framhåller trädplantering som en av de mest kostnadseffektiva klimatåtgärderna. Faktum är dock att träd ingår i den snabba kolcykeln och även om ett träd först binder koldioxid idag så kommer det vid ett senare tillfälle dö och avge all uppbunden koldioxid. Klimatåtgärden är därför endast effektiv så länge den ökade kolstocken bevaras genom skötsel av det aktuella skogsområdet, inkl återplantering. Därför är metoden ifrågasatt. och har vid ett flertal tillfällen uppmärksammats medialt, bland annat i och med Arlas klimatkompensation av den ekologiska mjölken samt Energimyndighetens trädplanteringsprojekt i Uganda.
Trots att Kyotoprotokollet och CDM var det som gjorde klimatkompensation allmänt känt fanns klimatkompensation i olika former redan innan dess. Plan Vivo etablerades exempelvis redan 1994 genom ett skogsprojekt i Chiapas, Mexiko som heter Scolel'te i vilket många svenska företag fortfarande kompenserar.

### EUA - Utsläppsrätter
Handel med utsläppsrätter är ett system som reglerar hur mycket vissa utsläppsintensiva industrier får lov att släppa ut. Industrierna tilldelas en kvot, släpper man ut mer tvingas man betala för fler utsläppsrätter, släpper man ut mindre får restkvoten säljas. Till skillnad från utsläppsreduktionerna har utsläppsrätterna inte skapats i projekt där utsläpp har begränsats. EU:s system för handel med utsläppsrätter heter EU ETS (European Union Emission Trading Scheme).

Det finns inget internationellt organ som reglerar all klimatkompensation men inom de dominerande krediteringsstandarderna gäller att klimatkompensationskrediter skall:
1. Genereras i projekt som är registrerade inom aktuell standard och som möter av standarden föreskrivna krav angående referensbana, additionalitet, permanens mm. (Till exempel: Clean Development Mechanism (CDM), Gold Standard Foundation, Plan Vivo, VCS, VERRA, CCBA)
2. Vara verifierad av en tredje part.
3. Genereras i form av krediter (VER eller CER) som ställs ut i internationella register och som kan spåras och annulleras i dessa..

## Kritik mot klimatkompensation

### Sammanblandning av den snabba och den långsamma kolcykeln
Det fossila kol (så kallat "svart kol") som vi släpper ut kommer från den långsamma kolcykeln med omloppstider på miljontals år. Globalt släpper mänskligheten ut cirka 7,8 miljarder ton fossilt kol per år, det är cirka 80 gånger mer än det naturliga tillflödet från vulkaner, som ungefär balanseras av den naturliga inlagringen i berggrunden genom inbindning i kalksten på havsbotten. Inbindning i träd och vegetation (så kallat "grönt kol") i så kallade "naturbaserade lösningar", sker inom den snabba kolcykeln med mycket kortare omloppstider. Kolinlagring i ekosystem är reversibelt och det går inte att garantera att kolet inte kommer ut igen, exempelvis genom skogsbränder. Risken för torka och skogsbränder ökar ju mer fossilt kol vi släpper ut. Hela den globala potentialen för "naturbaserade lösningar" kan bara kompensera för mänsklighetens historiska utsläpp och räcker inte till för att kompensera för utsläpp av nytt fossilt "svart kol". Endast geologisk lagring bör räknas som permanent.

### Additionalitet och brist på reglering på den frivilliga marknaden
För att en kolkredit skall motsvara en riktig utsläppsminskning måste bland annat följande tre kriterier uppfyllas enligt de dominerande krediteringsstandarerna: 1. Additionalitet (projektet skulle inte ha genomförts utan den ekonomiska incitament som möjligheten till försäljning av klimatkompensationskrediter ger), 2. Permanens (koldioxidborttagningen måste vara permanent) och 3. inget Läckage (exempelvis avskogning får inte flytta någon annan stans). Alla tre kriterier är svåra att verifiera. Vidare beräknas klimatnyttan i relation till en hypotetisk utveckling som antas äga rum om det aktuella klimatkompensationsprojektet inte utvecklas ( en sk. referenbana eller "baseline") som också är svår att verifiera. Enligt en studie av tusentals CDM-projekt var endast 2% additionella med hög sannolikhet. Det finns flera olika certifieringsstandarder inom klimatkompensation vars metoder varierar i mätning av koldioxidutsläpp, koldioxidminskningar, additionalitet och andra viktiga kriterier inom begreppet klimatkompensation. Det finns dock ingen övergripande standard som styr branschen som helhet, och vissa projektleverantörer har kritiserats på grund av överdrivna eller vilseledande påståenden om koldioxidminskning. 2009 rapporterade även Carbon Retirement att mindre än 30 % av pengarna som spenderades på vissa klimatkompensationsprojekt faktiskt gick direkt till projekten. De resterandande 70 % gick bland annat till företaget som tog risken för projektets eventuella misslyckande, till projektets investerare och till granskning av koldioxidkrediter. I detta avseende liknar klimatkompensation de flesta konsumentprodukter då enbart en liten del av försäljningspriserna går till offshore-producenterna. 

### Negativa sidoeffekter för ekosystem och markrättigheter för lokalbefolkningar
Trädplanteringsprojekt kan orsaka konflikter med ursprungsbefolkningar genom att för fördriva dem eller på annat sätt begränsa användningen av skogens resurser. En rapport av World Rainforest Movement redogjorde till exempel för landstvister och brott mot de mänskliga rättigheterna vid Mount Elgon i Uganda. I mars 2002, några dagar innan projektet blev certifierat av Forest Stewardship Council, fördrev Uganda Wildlife Authority mer än 300 familjer från området och förstörde deras hem och grödor. Att projektet ägde rum i ett område med pågående landkonflikter och påstådda brott mot mänskliga rättigheter kom inte med i projektrapporten. Även en rapport från Oxfam International från 2011 beskriver ett fall där över 20 000 bönder i Uganda fördrivits för en FSC-certifierad plantage för att kompensera för koldioxid från Londonbaserade New Forests Company.

### Avlatsbrev
Det finns de som inte håller med om principen kring klimatkompensation utan liknar det vid de romersk-katolska avlatsbreven. Avlatsbrev var ett sätt för skyldiga att betala för syndernas förlåtelse snarare än att förändra det syndiga beteendet. George Monbiot, en engelsk miljöaktivist och författare, menar att klimatkompensation är en ursäkt för att fortsätta med ”business as usual” när det kommer till föroreningar och växthusgasutsläpp. Förespråkare för klimatkompensation menar att liknelsen med avlatsbrev är bristfällig eftersom klimatkompensation faktiskt minskar koldioxidutsläppen och därmed förändrar ”business as usual”-dynamiken och således tar itu med orsaken till klimatförändringen. Vidare hävdar de även att tredjepartscertifierade klimatkompensationsprojekt leder till ökade investeringar i förnybar energi, energieffektivitet, återplantering av skog och undvikande av avskogningsprojekt, och menar att dessa effekter är det avsedda målet för klimatkompensation. Ecosystem Marketplace rapporterade 2016 att företag som köper klimatkompensation även har tydligare och mer övergripande klimatstrategier och reduktionsåtgärder än företag som inte klimatkompenserar.

## Klimatneutral
För att bli klassad som klimatneutral som företag så behöver det:
1. Utgå från en standard (ISO 14021[35] eller PAS 2060)
2. Ha nettonoll i utsläpp (uppnås genom certifierad klimatkompensation)